# Брянский округ
Брянский округ — административно-территориальная единица Западной области, существовавшая в 1929—1930 годах. 
Брянский округ был образован 1 октября 1929 года. Центром округа был назначен город Брянск. 
Округ был разделён на 18 районов: 
- Брасовский
- Брянский
- Выгоничский
- Дятьковский
- Жиздринский
- Жирятинский
- Жуковский
- Карачевский
- Комаричский
- Людиновский
- Навлинский
- Песоченский (ныне Кировский)
- Севский
- Суземский
- Трубчевский
- Хвастовичский
- Хотынецкий
- Шаблыкинский

30 июля 1930 года Брянский округ, как и большинство остальных округов СССР, был упразднён. Его районы отошли в прямое подчинение Западной области.